# James McClean
James McClean (Derry, 22 april 1989) is een Iers voetballer die doorgaans als linkermiddenvelder speelt. Hij tekende medio 2023 een contract bij Wrexham.

## Clubcarrière
McClean maakte furore in de Ierse voetbalcompetitie bij Derry City. Hij speelde in drie seizoenen 73 wedstrijden voor de Noord-Ierse club, waarin hij 18 keer tot scoren kwam. Op 9 augustus 2011 tekende McClean een driejarig contract bij Sunderland. In zijn eerste seizoen maakte hij vijf doelpunten in 23 duels voor The Black Cats. Voorafgaand aan het seizoen 2013/14 maakte McClean de overstap naar Wigan Athletic, waarmee hij gedurende twee seizoenen in de Championship speelde. In het seizoen 2015/16 speelde McClean bij zijn nieuwe werkgever West Bromwich Albion na twee jaar weer in de Premier League. Hij maakte doelpunten in de competitiewedstrijden tegen Tottenham Hotspur (1–1) en Chelsea (2–2).

## Interlandcarrière
Op 29 februari 2012 maakte McClean zijn debuut in het Iers voetbalelftal in een oefeninterland in en tegen Tsjechië, als invaller voor Aiden McGeady. McClean nam met Ierland deel aan het Europees kampioenschap voetbal 2012. Ierland werd in de groepsfase uitgeschakeld; McClean mocht tegen Spanje een klein kwartier meedoen. In het kwalificatietoernooi voor het EK 2016 speelde McClean mee in negen van de tien interlands. In mei 2016 werd hij opgenomen in de selectie voor het toernooi in Frankrijk. Ierland werd in de achtste finale uitgeschakeld door gastland Frankrijk na twee doelpunten van Antoine Griezmann.

## Erelijst
| Kampioen First Division | 1x | 2010 |

1 Given ·
2 St Ledger ·
3 Ward ·
4 O'Shea ·
5 Dunne ·
6 Whelan ·
7 McGeady ·
8 Andrews ·
9 Doyle ·
10 Keane  ·
11 Duff ·
12 Kelly ·
13 McShane ·
14 Walters ·
15 Gibson ·
16 Westwood ·
17 Hunt ·
18 O'Dea ·
19 Long ·
20 Cox ·
21 Green ·
22 McClean ·
23 Forde ·
Coach: Trapattoni
1 Westwood ·
2 Coleman ·
3 Clark ·
4 O'Shea ·
5 Keogh ·
6 Whelan ·
7 McGeady ·
8 McCarthy ·
9 Long ·
10 Keane ·
11 McClean ·
12 Duffy ·
13 Hendrick ·
14 Walters ·
15 Christie ·
16 Given ·
17 Ward ·
18 Meyler ·
19 Brady ·
20 Hoolahan ·
21 Murphy ·
22 Quinn ·
23 Randolph ·
Coach: O'Neill